# Indische Badmintonmeisterschaft 2007/08
Die Indische Badmintonmeisterschaft der Saison 2007/2008 fanden am letzten Januarwochenende 2008 in Panaji statt. Es war die 72. Austragung der nationalen Titelkämpfe im Badminton in Indien. 

## Finalergebnisse
| Disziplin    | Sieger                        | Finalist                          | Ergebnis     |
| ------------ | ----------------------------- | --------------------------------- | ------------ |
| Herreneinzel | Chetan Anand                  | Arvind Bhat                       | 21-14, 22-20 |
| Dameneinzel  | Saina Nehwal                  | Trupti Murgunde                   | 21-11, 21-10 |
| Herrendoppel | Rupesh Kumar Sanave Thomas    | Valiyaveetil Diju Akshay Dewalkar | 21-17, 21-17 |
| Damendoppel  | Jwala Gutta Shruti Kurien     | Aparna Balan Saina Nehwal         | 21-13, 21-11 |
| Mixed        | Valiyaveetil Diju Jwala Gutta | Akshay Dewalkar Aparna Balan      | 21-8, 21-12  |